# Sematophyllum laticuspis
Sematophyllum laticuspis là một loài Rêu trong họ Sematophyllaceae. Loài này được (Dixon) W.R. Buck & B.C. Tan miêu tả khoa học đầu tiên năm 1989.